# اوی‌پشت
اوی‌پِشت (به مجاری:  Újpest؛ پست نو) ناحیهٔ ۴ از ۲۳ ناحیهٔ بوداپست در مجارستان است. اوی‌پشت ۱۸٫۸۲ کیلومتر مربع مساحت و ۱۰۱٬۵۵۸ نفر جمعیت دارد.

## خواهرخوانده
مارتسان-هلرسدورف ناحیه ۱۰ برلین، خالکیس در یونان و تیرسو ناحیه‌ای در استکهلم خواهرخوانده‌های اوی‌پشت هستند.

## نگارخانه

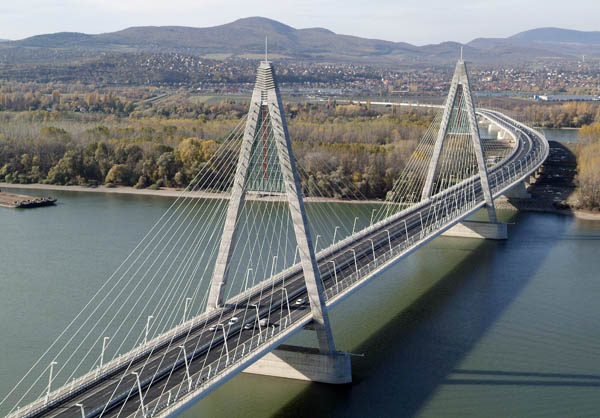
پل مِدیِری
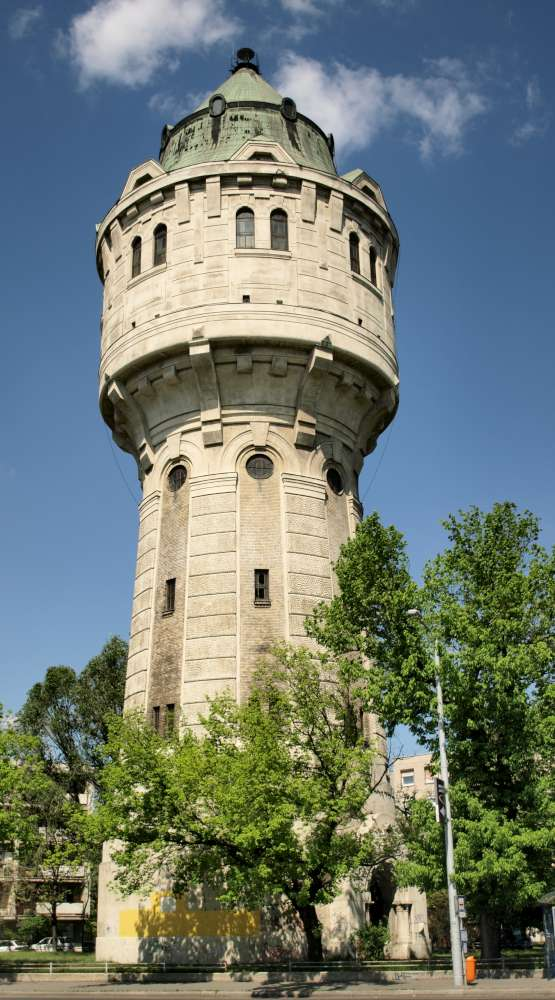
برج آب - ساخت ‎۱۹۱۱-۱۹۱۲
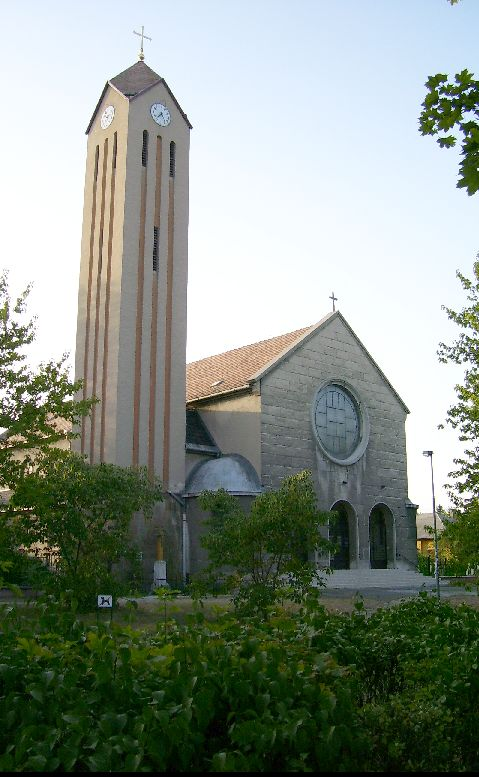
کلیسای کاتولیک سنت ایشتوان
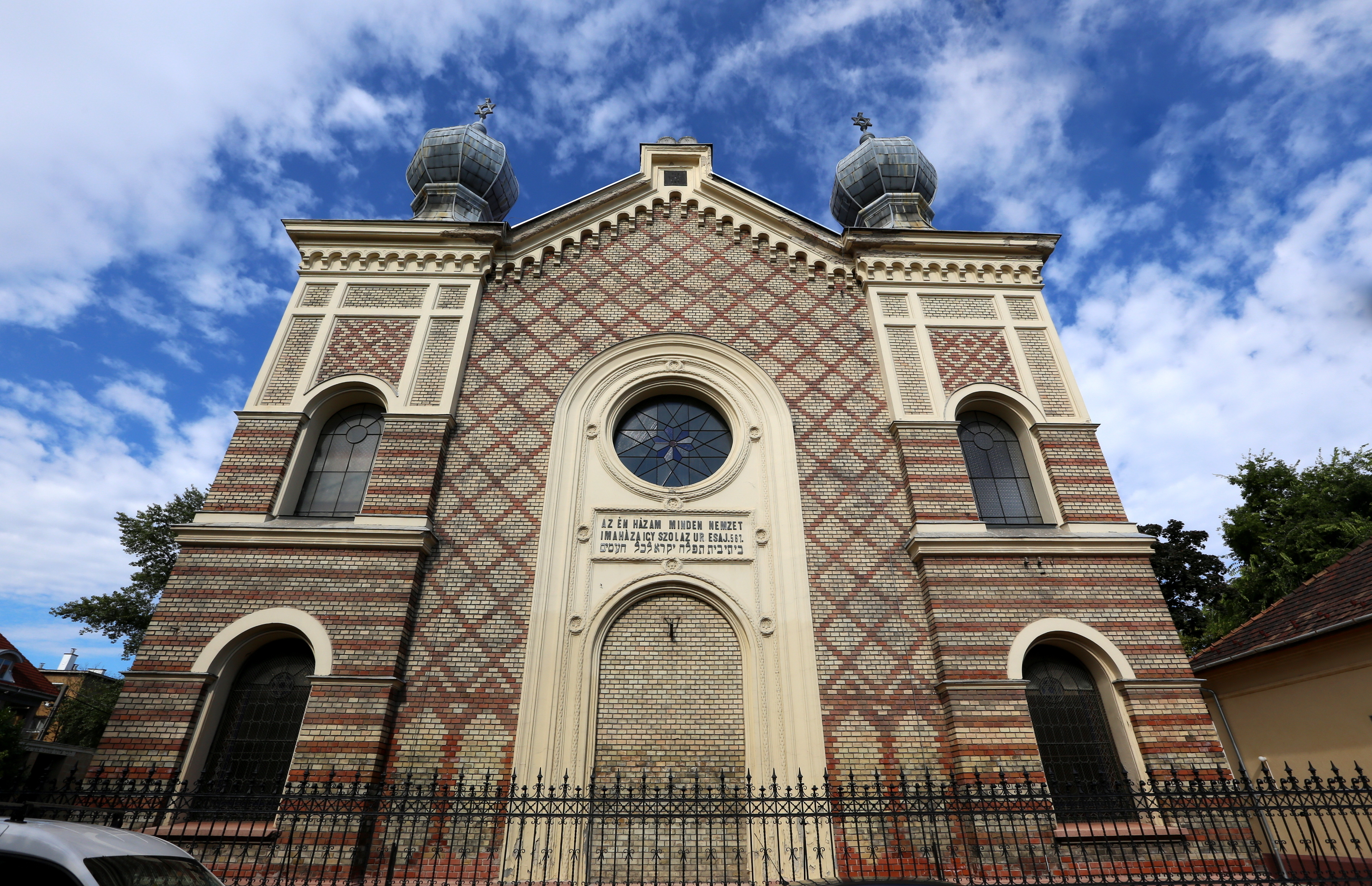
کنیسهٔ اوی‌پشت